# Heinrich Förster (biskop)

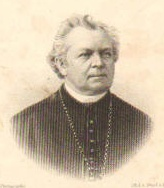
Heinrich Förster.

Heinrich Förster, född den 24 november 1799 i Grossglogau, död den 20 oktober 1881 i Johannisberg, var en tysk biskop.
Förster prästvigdes 1825 och väckte som kyrkoherde i Landeshut (från 1828) uppseende i vida kretsar genom sin fördragsamhet mot olika troende och genom sina predikogåvor. År 1837 blev Förster domherre, 1848 var han ledamot av nationalförsamlingen i Frankfurt, deltog i november samma år i de tyska biskoparnas synod i Würzburg samt blev 1853 furstbiskop i Breslau. 
På första vatikankonsiliet var han motståndare till ofelbarhetsdogmen, men underkastade sig den senare. Hans opposition mot preussiska regeringen och majlagarna ledde 1875 till hans avsättning. Han levde sedan dess i den österrikiska delen av sitt stift och försökte att därifrån förvalta även den preussiska. Han utgav bland annat Kanzelsvorträge (6 band, 1854; 5:e upplagan 1878). Hans biografi skrevs av Franz (1875). 